# Dlouhá stoka
Dlouhá stoka je umělý vodní kanál, významná technická památka, od roku 2003 nejprve jako kulturní památka a od roku 2014 jako národní kulturní památka zapsaná do seznamu pod názvem Dlouhá stoka s rybníky Kladským a Novým. Protíná velkou část Slavkovského lesa a její délka je 24,2 km. Nachází se v katastrálních územích Krásno nad Teplou, Mariánské Lázně, Nová Ves u Sokolova a Prameny. Nejdelší část vlastního umělého kanálu leží k. ú. Prameny, nejkratší v k. ú. Mariánské Lázně.

## Průběh toku
Dlouhá stoka odtéká z Kladského rybníka v nadmořské výšce 810 m a pokračuje dále přibližně ve směru od západu k východu. Jiné zdroje ovšem považují za začátek Dlouhé stoky výpusť z výše položeného Kynžvarského rybníka v nadmořské výšce 820 m.
Teče kolem obce Prameny, za obcí míjí Národní přírodní památky Upolínovou louku pod Křížky a Křížky, nacházejí se nad jejím levým břehem. Pokračuje severovýchodním směrem k obci Nová Ves, kde se z ní odebírá voda pro malou úpravnu vody k zásobování obyvatel Nové Vsi. Před Krásnem teče pod vrchem Na vyhlídce (též Krásenský vrch, 778 m n. m.) s kamennou rozhlednou. Dlouhá stoka končí v obci Krásno a pokračuje jako potok Stoka, resp. se do tohoto potoka vlévá.

## Historie

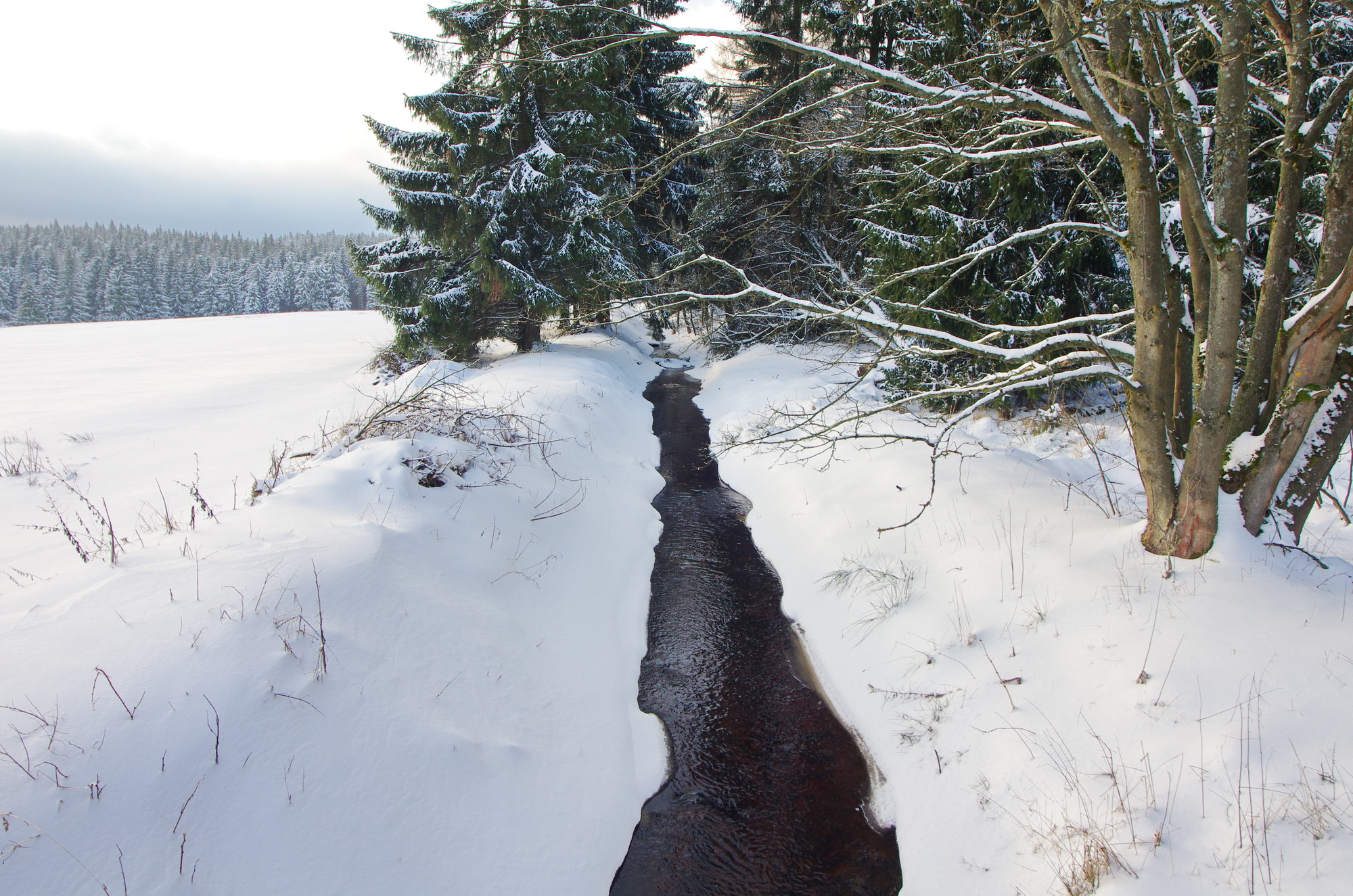
Dlouhá stoka v zimě

Jednou z hlavních podmínek úspěšného hornictví cínu ve Slavkovském lese bylo zajištění dostatečného příkonu vody pro pohon čerpacích zařízení, drtících stoup a rudných mlýnů. V období 13. a 14. století se využívaly dva potoky, Slavkovský a do něj se vlévající Seifertsgrünský.

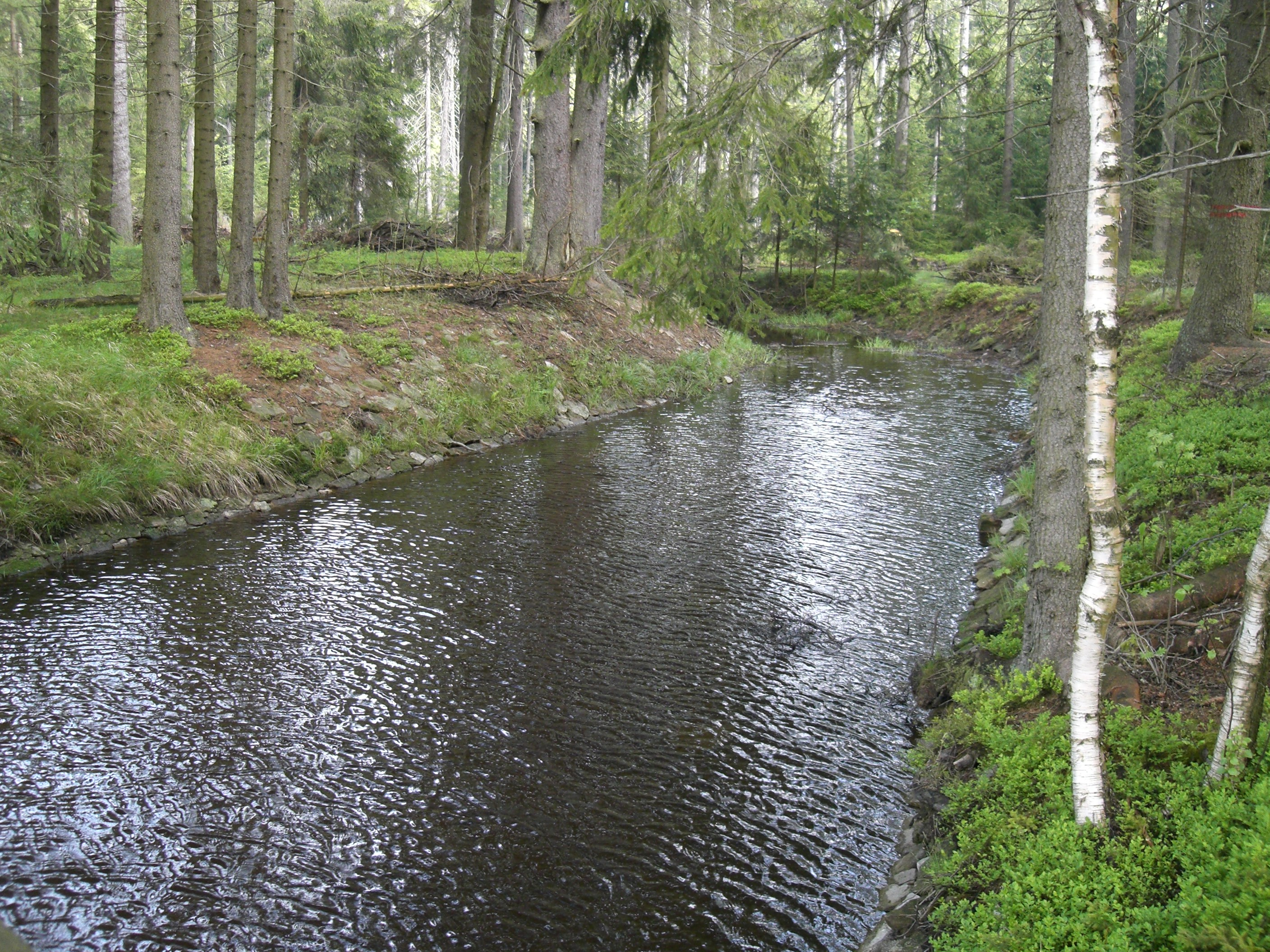
Dlouhá stoka

Po rozšíření těžby však tyto přírodní toky již nestačily a bylo třeba je posílit vodou ze vzdálenějších míst, a to z oblasti rašelinišť a horských říček z náhorních bažin a rašelinišť mezi Kynžvartem a Prameny. První z umělých vodních kanálů přivádějících vodu do slavkovského údolí byl vybudován již koncem 14. století a zmíněn je v kupní smlouvě z roku 1408. Byl veden z potoka zvaného Rota, pramenící pod vrchem Králův kámen (852 m n. m.). Kolem Pramenů probíhal až ke Krásnu. V roce 1514 již příkon nepostačoval a bylo třeba tuto vodoteč posílit přívodem z potoka Ebmet či Mebmet. Nový příkop převzal jeho pojmenování (později byl zván Puškařovskou strouhou či Rovinským příkopem). Byl posílen ještě Mückenberským potokem (s prameny na svazích Komářího vrchu) a Stöckelbachu (dnes oba bezejmenné). Současně byly vybudovány retenční nádrže jako rezervoáry vody pro nepříznivá roční období (letní a zimní) založením rybníků zvaných Mückenberský, Nový a Ebmet. Ebmetský příkop byl před vyústěním do Slavkovského potoka rozšířen v rybník zvaný Sackgraben. V 90. letech 15. století se rozsah těžby zvyšoval a proto byla v roce 1499 uzavřena smlouva mezi slavkovskými těžaři a novými majiteli bečovského panství Pluhy z Rabštejna o užívání tohoto starého vodního díla. Následně došlo k rozšíření o novou větev vyhloubenou do terénů nad Horním Slavkovem, aby mohly být vodou zásobovány doly v Krásně a Horním Slavkově.
Stavební práce na Dlouhé stoce byly zahájeny v roce 1531 a vodní dílo bylo dokončeno v roce 1536. Jelikož důlní činnost spotřebovávala stále více vody pro pohon strojů a zařízení a také zásoba dřeva v okolí Horního Slavkova a Krásna se stále ztenčovala a bylo proto třeba dopravit ho do báňských provozů, ze vzdálených kynžvartských lesů.
Trasa byla vyměřena důlním měřičem Rossmeislem v roce 1530 a byla nazvána Floßgraben (Plavební příkop). V době dokončení představovala Dlouhá stoka mohutné dílo a měřila 24 km. Během druhé poloviny 16. století se vodní soustava stále zdokonalovala. Byla tvořena sítí kanálů přes 30 km dlouhou. Její součástí byla i soustava deseti velkých báňských rybníků. Napájela 52 mlýnů na rudu, měla 35 mostů, 14 stavidel a spád zhruba 0,35 m na 100 m, šířku přes 2 m. Na svou dobu se jednalo o vodní dílo, které ve střední Evropě v 16. století nemělo obdoby rozsahem ani způsobem provedení. Teprve později vznikly obdobné kanály v německém Harzu a na Slovensku v okolí Banské Štiavnice.
Kuriozitou je, že když v roce 1954 opouštěla armáda Vojenský výcvikový prostor Prameny, byla v účetních knihách uváděna zůstatková cena tohoto vodního díla ve výši 0,9 Kčs.
V letech 1979–1985 prováděli vědečtí pracovníci sekce dějin hornictví Národního technického muzea v Praze plošný archeologický výzkum starých úpravárenských zařízení v Krásně, nedaleko staré silnice do Horního Slavkova. Tato zařízení byla napájena vodou z Dlouhé stoky. Výzkum se ale těšil zájmu a podpoře místního obyvatelstva. Mimo jiné byly odkryty pozůstatky staré stoupy pro rozdrcení velkých kusů vytěžené horniny, která ještě předtím prošla procesem pražení.
V letech 1601–1608 proběhla první velká rekonstrukce a další velká oprava až v roce 1908. Při této opravě byly nahrazeny původní kamenné můstky betonovými. Období meziválečné a hlavně poválečné bylo pro Dlouhou stoku značně destruktivní. Některé úseky byly částečně zasypány, zúženy nebo dokonce zničeny. Poslední renovace technické památky započala v roce 2005.

## Využití
Dlouhá stoka byla využívaná od roku 1547 k plavení dřeva a zásobování vodou cínových dolů v okolí Horního Slavkova a Čisté, kde ve své době ležela jedna z nejbohatších ložisek cínových rud v Evropě. Cín ze Slavkovského lesa během 1. poloviny 16. století ovládl téměř všechny hlavní evropské trhy.
Tato důmyslná soustava vodních děl, jejíž součástí jsou i retenční rybníky s přibližným objemem vody 630 000 m³ vody, umožňovala provozování báňských děl na hlavních cínových ložiskách ve Slavkovském lese.